# InCulto
InCulto (spanisch für „ungebildet“ oder „unkultiviert“) war eine litauische Band, die im Jahre 2003 von dem Kolumbianer Jurgis Didžiulis gegründet wurde, dessen Großeltern aus Litauen stammten. Unter anderem nahmen sie am Eurovision Song Contest 2010 mit dem Lied East European Funk teil, scheiterten dort jedoch im Halbfinale. 2011 haben sie sich offiziell getrennt.

## Eurovision Song Contest
Zweimal bewarben sich InCulto um die Teilnahme beim Eurovision Song Contest. Im Jahr 2006 traten sie mit dem Titel Welcome an, konnten im nationalen Vorentscheid jedoch nur den zweiten Platz hinter LT United erringen, welche dann als bis dato beste litauische Teilnehmer beim Wettbewerb abschnitten.
Im Jahr 2010 konnte sich InCulto im nationalen Vorentscheid sowohl in der Jury- wie auch in der Publikumswertung als Sieger durchsetzen und sich für eine Teilnahme in Oslo qualifizieren. Im Vorfeld des Wettbewerbs wurde der Text des Beitrags Eastern European Funk von der Europäischen Rundfunkunion geprüft, musste aber nicht geändert werden. Im Wettbewerb selber scheiterten InCulto im Halbfinale als Zwölftplatzierte von 17 Teilnehmern.

## Diskografie

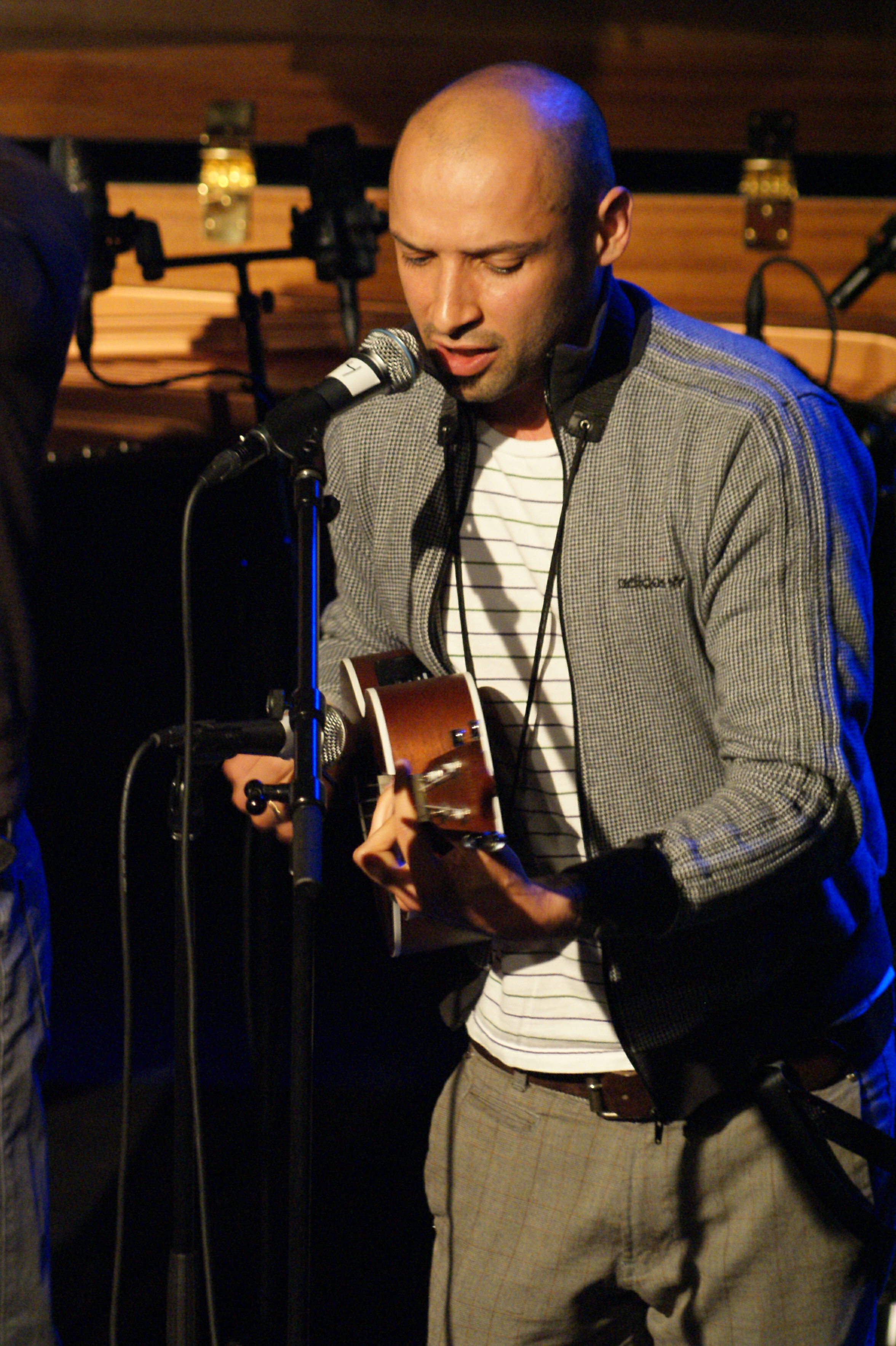
Jurgis Didžiulis (2010)

### Alben
- 2004: PostSovPop
- 2007: Marijos žemės superhitai
- 2010: Eastern European Funk (EP)
- 2010: Closer Than You Think

### Singles
- 2004: Jei labai nori (mit Linas Karalius)
- 2004: Suk, suk ratelį
- 2005: Boogaloo
- 2006: Welcome to Lithuania
- 2007: Reikia bandyt (feat. Erica Jennings)
- 2007: Pasiilgau namų (feat. Andrius Rimiškis)
- 2010: East European Funk
- 2010: Keep on Dancing
- 2010: Close to Midnight
- 2010: If Not Me

## Auszeichnungen und Nominierungen
2004 erhielt die Band den „Best New Act“ bei den Bravo Music Awards. Ein Jahr später erhielten sie den Preis für die beste Band bei den Bravo Music Awards. Sie wurden auch für den MTV Europe Music Award für den „Best Baltic Act“ nominiert.